# Microcalicha minima
Microcalicha minima là một loài bướm đêm trong họ Geometridae.